# Dicée à bec épais
Pachyglossa agilis
Espèce
Statut de conservation UICN

 LC  : Préoccupation mineure
Le Dicée à bec épais (Pachyglossa agilis) est une espèce de passereau de la famille des Dicaeidae.

## Description
Il s'agit d'un très petit oiseau robuste, de 10 cm de longueur, avec une queue courte, un bec court, épais et recourbé. Cette espèce n'a pas le plumage de couleur vive typiquement montré par les autres Dicées mâles. Il a le dos vert olive et le ventre gris blanc, rayé sur la poitrine.

## Alimentation
Sa langue tubulaire reflète l'importance du nectar dans son régime alimentaire mais il se nourrit aussi de baies, d'araignées et d'insectes.

## Reproduction
La femelle pond deux à quatre œufs dans un nid suspendu à une branche d'arbre.

## Répartition
Il s'agit d'un oiseau résidant dans les régions tropicales de l'écozone indomalaise.

## Habitat
Il est commun dans les forêts, les autres lieux boisés et les cultures.